# Courtney Walker
Courtney Jannell Walker (ur. 28 kwietnia 1994 w Oklahoma City) – amerykańska koszykarka, występująca na pozycji rozgrywającej
16 maja 2018 została zawodniczką PGE MKK Siedlce. 25 lipca opuściła klub z powodu kontuzji ścięgna Achillesa, której doznała jeszcze podczas występów w Australii. 
Pochodzi ze sportowej rodziny. Jej ojciec – Lester i wuj Mike Fleming grali w koszykówkę, w college'u, kuzyni – Anthony Peters (Oklahoma, 1969-1973), Tyrell Peters (Oklahoma, 1993-1996) i Timothy Clark (Northern Iowa, 2008-2012) w futbol amerykański również na swoich uczelniach, obaj Anthony i Timothy występowali także w NFL.

## Osiągnięcia
Stan na 2 czerwca 2018, na podstawie, o ile nie zaznaczono inaczej.
NCAA
- Uczestniczka rozgrywek:
  - Elite 8 turnieju NCAA (2014)
  - II rundy turnieju NCAA (2013–2015)
  - turnieju NCAA (2013–2016)
- Mistrzyni turnieju konferencji Southeastern (2013)
- MVP:
  - Maggie Dixon Classic (2014)
  - klubu Aggies (2015, 2016)
- Zaliczona do:
  - I składu:
    - SEC (2014–2016)
    - najlepszych pierwszorocznych zawodniczek SEC (2013)
    - turnieju:
      - SEC (2013, 2014)
      - All-Lincoln Regional (2014)
      - All-Paradise Jam Reef Division (2013)

    - WBCA All-Region 3 (2015, 2016)

  - składu All-America Honorable Mention (2014–2016 przez Associated Press)
- Liderka:
  - strzelczyń konferencji SEC (19,7 – 2016)
  - wszech czasów klubu Texas A&M Aggies w:
    - liczbie:
      - zdobytych punktów (1989)
      - celnych rzutów z gry (784)
      - rozegranych spotkań (136)

    - skuteczności rzutów wolnych (84,4%)